# Johannes II. (Trapezunt)

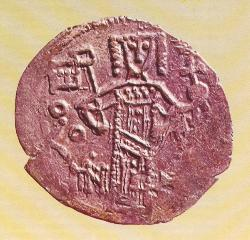
Im Namen von Johannes II. herausgegebene Münzen

Johannes II. Komnenos (* um 1262; † 16. August 1297 in Limnia) war von 1280 bis 1284 und nach einer kurzen Unterbrechung von 1285 bis 1297 Kaiser und Großkomnene von Trapezunt.

## Leben
Johannes II. wurde als Sohn des trapezuntischen Kaisers Manuel I. und seiner dritten Gattin, der Edelfrau Irena Syrikaina, geboren. Nachdem sein älterer Bruder Georg Komnenos, der dem gemeinsamen Vater zunächst als Kaiser gefolgt war, in turkmenische Gefangenschaft geraten war, nutzte Johannes die sich bietende Gelegenheit, um im Jahre 1280 als dessen Nachfolger selbst die Herrschaft zu übernehmen.
Während seiner Regentschaft musste er sich vornehmlich den Beziehungen zu dem nach der Vertreibung der lateinischen Fremdherrschaft wiederhergestellten Byzantinischen Reich unter Kaiser Michael VIII. Palaiologos widmen. Dieser verlangte, dass Johannes den von ihm geführten und von seinen Vorgängern übernommenen Titel Kaiser der Römer aufgeben sollte. Grund dafür war, dass Michael das von Trapezunt aus beherrschte Gebiet, welches vormals zum Byzantinischen Reich gehört hatte, immer noch als dessen Teil betrachtete und es nur dem in Konstantinopel herrschenden Regenten vorbehalten war, den Kaisertitel zu führen. Johannes gab dem Begehren Michaels zunächst unter Verweis auf die ablehnende Haltung des trapezuntischen Adels, der eine Niederlegung des Titels durch Johannes nicht tolerieren wollte, sowie darauf, dass dieser Titel traditionell bereits von seinen Vorgängern geführt worden war, nicht nach. Johannes wurde von Michael überdies als potentielle Gefahr für seinen eigenen Thron betrachtet, da einige seiner Gegner innerhalb des Byzantinischen Reiches, die sich nicht mit Michaels Akzeptanz der im Zweiten Konzil von Lyon proklamierten Union der orthodoxen Kirche mit der Kirche des Westens abfinden wollten, Johannes als möglichen orthodoxen Prätendenten für den byzantinischen Thron ansahen. Hinzu kam, dass die Familie der Komnenen bis zum Jahre 1185 selbst für etwas mehr als hundert Jahre den Kaiserthron von Konstantinopel innegehabt hatte.
Um die Beziehungen zwischen ihren beiden Reichen auf eine neue Basis zu stellen, bot Michael dem Johannes die Hand seiner dritten Tochter Eudokia Palaiologina an. 1282 heirateten die beiden in Konstantinopel. Eudokia gebar Johannes in der Folge die beiden Söhne und späteren trapezuntischen Kaiser Alexios II. und Michael Komnenos.
Nach seiner Rückkehr von der Hochzeitsfeier legte Johannes den Titel Kaiser der Römer ab und nahm an dessen Stelle den Titel Kaiser und Despot des gesamten Ostens, Iberiens und der überseeischen Provinzen an. Dabei ignorierte er, dass Iberien, das sich ungefähr auf dem Gebiet des heutigen Georgiens befand, bereits unter der Herrschaft Andronikos’ I. für Trapezunt verloren gegangen war. Statt des neuen von Johannes angenommenen Titels verwandte er wie seine Vorgänger und seine Nachfolger jedoch bevorzugt die aus dem Familiennamen abgeleitete Bezeichnung Großkomnene (Megas Komnenos) als Herrscherbezeichnung.
Während der Abwesenheit des Johannes unternahm der georgische König von Imeretien, David VI. Narin, den Versuch, seinen Einfluss auf das Kaiserreich Trapezunt zu vergrößern, und belagerte die Hauptstadt. Obwohl ihm die Einnahme der Stadt Trapezunt selbst nicht gelang, konnte er doch einige Gebiete besetzen. Aus dieser Position der Stärke heraus verhalf David im Jahre 1284 der Halbschwester des Johannes, Theodora Komnene, einer Tochter Manuels I. und der Georgierin Rusudan, zur Macht. Johannes gelang es jedoch bereits im Jahre 1285, Theodora die Herrschaft wieder zu entreißen und den Thron erneut zu besteigen.
Im Jahre 1291 versuchte Papst Nikolaus IV., Johannes zum Übertritt zum katholischen Glauben zu bewegen und richtete deshalb zwei Briefe an ihn, in denen er ihn zur Teilnahme an einem neuen Kreuzzug zur Rückeroberung des Heiligen Lands aufforderte und ihm zudem die Stellung eines Botschafters der Christenheit bei den Tataren in Aussicht stellte.
Johannes starb 1297 in Limnia. Sein Leichnam wurde in die Hauptstadt überführt und dort in der Kirche der goldhäuptigen Jungfrau beerdigt. Als Kaiser von Trapezunt folgte ihm sein ältester Sohn Alexios II. auf den Thron.